# Periscepsia caviceps
Periscepsia caviceps är en tvåvingeart som först beskrevs av Fritz Isidore van Emden 1960.  Periscepsia caviceps ingår i släktet Periscepsia och familjen parasitflugor.
Artens utbredningsområde är Zimbabwe. Inga underarter finns listade i Catalogue of Life.